# قائمة قرارات مجلس الأمن التابع للأمم المتحدة لعام 1996
تتضمن قائمة قرارات مجلس الأمن التابع للأمم المتحدة لعام 1996 جميع القرارات الصادرة عن مجلس الأمن التابع للأمم المتحدة خلال العام 1996.

## القائمة
| رقم القرار | الرمز            | نص القرار                         | موضوع القرار |
| ---------- | ---------------- | --------------------------------- | --- |
| 1036       | S/RES/1036(1996) | نص الوثيقة على موقع الأمم المتحدة | الحالة في جورجيا |
| 1037       | S/RES/1037(1996) | نص الوثيقة على موقع الأمم المتحدة | الحالة في كرواتيا |
| 1038       | S/RES/1038(1996) | نص الوثيقة على موقع الأمم المتحدة | الحالة في كرواتيا |
| 1039       | S/RES/1039(1996) | نص الوثيقة على موقع الأمم المتحدة | الحالة في الشرق الأوسط |
| 1040       | S/RES/1040(1996) | نص الوثيقة على موقع الأمم المتحدة | الحالة في بوروندي |
| 1041       | S/RES/1041(1996) | نص الوثيقة على موقع الأمم المتحدة | الحالة في ليبيريا |
| 1042       | S/RES/1042(1996) | نص الوثيقة على موقع الأمم المتحدة | الحالة فيما يتعلق بالصحراء الغربية |
| 1043       | S/RES/1043(1996) | نص الوثيقة على موقع الأمم المتحدة | الحالة في كرواتيا |
| 1044       | S/RES/1044(1996) | نص الوثيقة على موقع الأمم المتحدة | رسالة مؤرخة 9 كانون الثاني/يناير 1996 موجهة إلى رئيس مجلس الأمن من الممثل الدائم لأثيوبيا لدى الأمم المتحدة بشأن تسليم المشتبه فيهم المطلوبين في محاولة اغتيال رئيس جمهورية مصر العربية في أديس أبابا، اثيوبيا، في 26 حزيران/يونيه 1995 |
| 1045       | S/RES/1045(1996) | نص الوثيقة على موقع الأمم المتحدة | الحالة في أنغولا |
| 1046       | S/RES/1046(1996) | نص الوثيقة على موقع الأمم المتحدة | الحالة في جمهورية مقدونيا اليوغوسلافية السابقة |
| 1047       | S/RES/1047(1996) | نص الوثيقة على موقع الأمم المتحدة | تعيين مدع لكل من المحكمة الدولية لمحاكمة الأشخاص المسؤولين عن الانتهاكات الجسيمة للقانون الإنساني الدولي التي ارتكبت في إقليم يوغوسلافيا السابقة والمحكمة الدولية لمحاكمة الاشخاص المسؤولين عن إبادة الأجناس وغير ذلك من الانتهاكات الجسيمة للقانون الإنساني الدولي المرتبكة في إقليم رواندا والمواطنين الروانديين المسؤولين عن ارتكاب أعمال إبادة الأجناس وغيرها من الانتهاكات المماثلة في أراضي الدول المجاورة |
| 1048       | S/RES/1048(1996) | نص الوثيقة على موقع الأمم المتحدة | مسألة هايتي |
| 1049       | S/RES/1049(1996) | نص الوثيقة على موقع الأمم المتحدة | الحالة في بوروندي |
| 1050       | S/RES/1050(1996) | نص الوثيقة على موقع الأمم المتحدة | الحالة المتعلقة برواندا |
| 1051       | S/RES/1051(1996) | نص الوثيقة على موقع الأمم المتحدة | الحالة بين العراق والكويت |
| 1052       | S/RES/1052(1996) | نص الوثيقة على موقع الأمم المتحدة | الحالة في الشرق الأوسط |
| 1053       | S/RES/1053(1996) | نص الوثيقة على موقع الأمم المتحدة | الحالة المتعلقة برواندا |
| 1054       | S/RES/1054(1996) | نص الوثيقة على موقع الأمم المتحدة | رسالة مؤرخة 9 كانون الثاني/يناير 1996 موجهة إلى رئيس مجلس الأمن من الممثل الدائم لأثيوبيا لدى الأمم المتحدة بشأن تسليم الأشخاص المشتبه فيهم المطلوبين لدورهم في محاولة اغتيال رئيس جمهورية مصر العربية في أديس أبابا، اثيوبيا، في 26 حزيران/يونيه 1995 |
| 1055       | S/RES/1055(1996) | نص الوثيقة على موقع الأمم المتحدة | الحالة في أنغولا |
| 1056       | S/RES/1056(1996) | نص الوثيقة على موقع الأمم المتحدة | الحالة المتعلقة بالصحراء الغربية |
| 1057       | S/RES/1057(1996) | نص الوثيقة على موقع الأمم المتحدة | الحالة في الشرق الأوسط |
| 1058       | S/RES/1058(1996) | نص الوثيقة على موقع الأمم المتحدة | الحالة في جمهورية مقدونيا اليوغوسلافية السابقة |
| 1059       | S/RES/1059(1996) | نص الوثيقة على موقع الأمم المتحدة | الحالة في ليبيريا |
| 1060       | S/RES/1060(1996) | نص الوثيقة على موقع الأمم المتحدة | الحالة بين العراق والكويت |
| 1061       | S/RES/1061(1996) | نص الوثيقة على موقع الأمم المتحدة | الحالة في طاجيكستان وعلى امتداد الحدود الطاجيكية - الأفغانية |
| 1062       | S/RES/1062(1996) | نص الوثيقة على موقع الأمم المتحدة | الحالة في قبرص |
| 1063       | S/RES/1063(1996) | نص الوثيقة على موقع الأمم المتحدة | المسألة المتعلقة بهايتي |
| 1064       | S/RES/1064(1996) | نص الوثيقة على موقع الأمم المتحدة | الحالة في أنغولا |
| 1065       | S/RES/1065(1996) | نص الوثيقة على موقع الأمم المتحدة | الحالة في جورجيا |
| 1066       | S/RES/1066(1996) | نص الوثيقة على موقع الأمم المتحدة | الحالة في كرواتيا |
| 1067       | S/RES/1067(1996) | نص الوثيقة على موقع الأمم المتحدة | إسقاط طائرتين مدنيتين في 24 شباط/ فبراير 1996 |
| 1068       | S/RES/1068(1996) | نص الوثيقة على موقع الأمم المتحدة | الحالة في الشرق الأوسط |
| 1069       | S/RES/1069(1996) | نص الوثيقة على موقع الأمم المتحدة | الحالة في كرواتيا |
| 1070       | S/RES/1070(1996) | نص الوثيقة على موقع الأمم المتحدة | رسالة مؤرخة 9 كانون الثاني/يناير 1996 موجهة إلى رئيس مجلس الأمن من الممثل الدائم لأثيوبيا لدى الأمم المتحدة بشأن تسليم المشتبه فيهم المطلوبين في محاولة اغتيال رئيس جمهورية مصر العربية في أديس أبابا، اثيوبيا، في 26 حزيران/يونيه 1995 |
| 1071       | S/RES/1071(1996) | نص الوثيقة على موقع الأمم المتحدة | الحالة في ليبيريا |
| 1072       | S/RES/1072(1996) | نص الوثيقة على موقع الأمم المتحدة | الحالة في بوروندي |
| 1073       | S/RES/1073(1996) | نص الوثيقة على موقع الأمم المتحدة | الحالة في الأراضي العربية المحتلة |
| 1074       | S/RES/1074(1996) | نص الوثيقة على موقع الأمم المتحدة | الحالة في يوغوسلافيا السابقة |
| 1075       | S/RES/1075(1996) | نص الوثيقة على موقع الأمم المتحدة | الحالة في أنغولا |
| 1076       | S/RES/1076(1996) | نص الوثيقة على موقع الأمم المتحدة | الحالة في أفغانستان |
| 1077       | S/RES/1077(1996) | نص الوثيقة على موقع الأمم المتحدة | الحالة في جورجيا |
| 1078       | S/RES/1078(1996) | نص الوثيقة على موقع الأمم المتحدة | الحالة في منطقة البحيرات الكبرى |
| 1079       | S/RES/1079(1996) | نص الوثيقة على موقع الأمم المتحدة | الحالة في كرواتيا |
| 1080       | S/RES/1080(1996) | نص الوثيقة على موقع الأمم المتحدة | الحالة في منطقة البحيرات الكبرى |
| 1081       | S/RES/1081(1996) | نص الوثيقة على موقع الأمم المتحدة | الحالة في الشرق الأوسط |
| 1082       | S/RES/1082(1996) | نص الوثيقة على موقع الأمم المتحدة | الحالة في جمهورية مقدونيا اليوغوسلافية السابقة |
| 1083       | S/RES/1083(1996) | نص الوثيقة على موقع الأمم المتحدة | الحالة في ليبيريا |
| 1084       | S/RES/1084(1996) | نص الوثيقة على موقع الأمم المتحدة | الحالة فيما يتعلق بالصحراء الغربية |
| 1085       | S/RES/1085(1996) | نص الوثيقة على موقع الأمم المتحدة | المسألة المتعلقة بهايتي |
| 1086       | S/RES/1086(1996) | نص الوثيقة على موقع الأمم المتحدة | المسألة المتعلقة بهايتي |
| 1087       | S/RES/1087(1996) | نص الوثيقة على موقع الأمم المتحدة | الحالة في أنغولا |
| 1088       | S/RES/1088(1996) | نص الوثيقة على موقع الأمم المتحدة | الحالة في البوسنة والهرسك |
| 1089       | S/RES/1089(1996) | نص الوثيقة على موقع الأمم المتحدة | الحالة في طاجيكستان وعلى امتداد الحدود الطاجيكية - الأفغانية |
| 1090       | S/RES/1090(1996) | نص الوثيقة على موقع الأمم المتحدة | مسألة التوصية المتعلقة بتعيين الأمين العام للأمم المتحدة |
| 1091       | S/RES/1091(1996) | نص الوثيقة على موقع الأمم المتحدة | مسألة التوصية المتعلقة بتعيين الأمين العام للأمم المتحدة |
| 1092       | S/RES/1092(1996) | نص الوثيقة على موقع الأمم المتحدة | الحالة في قبرص |

## المرجع
1. ↑  "قرارات مجلس الأمن". الأمم المتحدة. مؤرشف من الأصل في 2018-10-22. اطلع عليه بتاريخ 22 شباط / فبراير 2017. {{استشهاد ويب}}: تحقق من التاريخ في: |تاريخ الوصول= (مساعدة)